# Вагінальні кульки

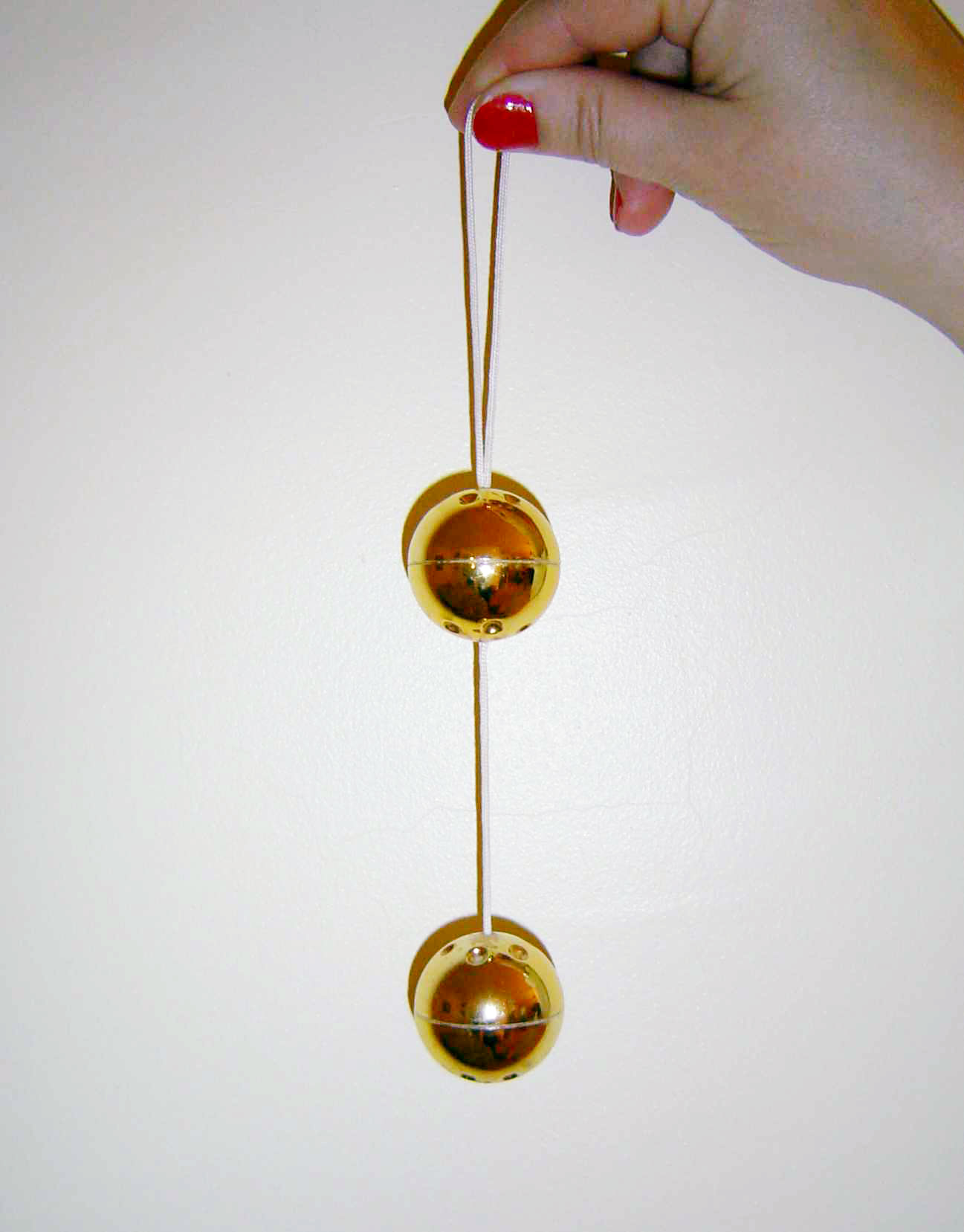
Бен-Ва

Вагіна́льні ку́льки  (Ben wa balls)— кульки, що вводяться у вагіну з метою лікування або сексуальної стимуляції.

## Основні вправи з Ben Wa кульками
Вправи з Ben Wa кульками спрямовані на зміцнення м’язів тазового дна (м'язи Кегеля) та поліпшення кровообігу в області малого таза. Ці вправи можуть допомогти покращити інтимне здоров’я, відновити тонус м'язів після пологів та навіть вирішити деякі проблеми, як-от легке нетримання сечі.

#### 1. Стискання та розтискання
- Стискайте м'язи тазового дна (як ніби хочете зупинити сечовипускання).
- Утримуйте стискання 3-5 секунд, потім розслабтеся.
- Повторіть вправу 10-15 разів.

#### 2. Утримання кульок
- Встаньте або походіть з кульками всередині.
- Намагайтеся утримувати кульки, не даючи їм випасти.
- Починайте з 1-2 хвилин, поступово збільшуючи час до 10-15 хвилин.

#### 3. Переміщення кульок
- Лежачи або стоячи, спробуйте «піднімати» кульки вгору, стискаючи м'язи, а потім «опускати» їх, розслабляючись.
- Ця вправа вимагає трохи більше контролю, тому підходить для досвідчених.

#### 4. Підйом таза
- Лежачи на спині, зігніть ноги у колінах і піднімайте таз.
- Утримуйте кульки стисканням м'язів тазового дна під час підйому.
- Виконуйте 10-15 повторень.

## Фармакологія
У фармакології вагінальні кульки — один з різновидів вагінальних супозиторіїв.

## Виготовлення та різновиди
Для сексуальної стимуляції (тренування вагінальних м'язів та мастурбації) використовуються дві кульки на загальному шнурку. Таке пристосування іноді називається «Бен-Ва», «Рін-но-тама» або «М'єн-лінг».
При виготовленні кульок використовують такі матеріали, як пластмаса, дерево, досить часто їх покривають латексом.
Вагінальні кульки бувають кількох видів, включаючи обтяжені кульки, а також з вібратором і зі зміщеним центром ваги.

## Історія
Використання вагінальних кульок прийшло з Азії. Європейські дослідники-антропологи зафіксували використання рин-но-тама для мастурбації в кінці XIX століття в Японії. Японська поезія підтверджує як давнє походження пристосування, так і китайське походження слова «рин-но-тама».